# 1912–1913-as olasz labdarúgó-bajnokság (első osztály)
A Prima Categoria 1912-1913-as szezonja volt a bajnokság tizenhatodik kiírása. A bajnok a Pro Vercelli lett. Ez volt a klub ötödik bajnoki címe. A bajnokság történetében először délolasz csapatok is elindulhattak.

## Előselejtezők

### Piemont
| 1. csapat    | Eredmény | 2. csapat |
| ------------ | -------- | --------- |
| Vigor Torino | 0-4      | Novara    |

### Lombardia-Liguria

#### Első forduló
| 1. csapat            | Eredmény | 2. csapat              |
| -------------------- | -------- | ---------------------- |
| Fratellanza Savonese | 3-1      | Como                   |
| Lambro Milano        | 2-1      | Racing Libertas Milano |

A Lambro-Racing mérkőzést később törölték, és újrajátszás következett.
| 1. csapat              | Eredmény | 2. csapat     |
| ---------------------- | -------- | ------------- |
| Racing Libertas Milano | 1-0      | Lambro Milano |

#### Második forduló
| 1. csapat              | Eredmény | 2. csapat |
| ---------------------- | -------- | --------- |
| Racing Libertas Milano | 1-0      | Savona    |

### Lazio

#### 1. forduló
| 1. csapat | Eredmény | 2. csapat           |
| --------- | -------- | ------------------- |
| Alba Roma | 1-2      | Juventus Audax Roma |
| Pro Roma  | 2-1      | Tebro Roma          |

#### 2. forduló
| 1. csapat | Eredmény | 2. csapat  |
| --------- | -------- | ---------- |
| Alba Roma | 2-0      | Tebro Roma |

## Észak-Olaszország

### Selejtezők

#### Piemont

##### Végeredmény
| #  | Csapat       | M  | Gy | D | V | RG | KG | GK  | P  | Megjegyzés   |
| -- | ------------ | -- | -- | - | - | -- | -- | --- | -- | ------------ |
| 1. | Pro Vercelli | 10 | 9  | 1 | 0 | 38 | 2  | +36 | 19 | Továbbjutott |
| 2. | Casale       | 10 | 5  | 3 | 2 | 15 | 8  | +7  | 13 | Továbbjutott |
| 3. | Torino       | 10 | 5  | 1 | 4 | 35 | 21 | +14 | 11 |              |
| 4. | Piemonte     | 10 | 5  | 0 | 5 | 16 | 37 | -21 | 10 |              |
| 5. | Novara       | 10 | 1  | 2 | 7 | 13 | 28 | -15 | 4  |              |
| 6. | Juventus     | 10 | 1  | 1 | 8 | 14 | 35 | -21 | 3  |              |

##### Eredmények
| 1. forduló   |                   |               |
| 1912. nov. 3 |                   | 1913. jan. 26 |
| 1-0          | P.Vercelli-Casale | 0-0           |
| 1-2          | Juventus-Piemonte | 1-3           |
| 1-2          | Novara-Torino     | 1-3           |

| 4. forduló    |                     |               |
| 1912. nov. 24 |                     | 1913. feb. 16 |
| 3-3           | Novara-Juventus     | 0-3           |
| 3-0           | P.Vercelli-Piemonte | 7-1           |
| 1-1           | Casale-Torino       | 2-0           |

| 2. forduló    |                   |              |
| 1912. nov. 10 |                   | 1913. feb. 2 |
| 3-0           | Casale-Juventus   | 1-0          |
| 0-1           | Torino-P.Vercelli | 1-6          |
| 1-0*          | Piemonte-Novara   | 1-7          |

| 5. forduló    |                     |               |
| 1913. jan. 19 |                     | 1913. feb. 23 |
| 0-4           | Juventus-P.Vercelli | 0-3           |
| 2-1           | Piemonte-Torino     | 1-11          |
| 2-1           | Casale-Novara       | 0-0           |

| 3. forduló    |                   |              |
| 1912. nov. 17 |                   | 1913. feb. 9 |
| 0-8           | Juventus-Torino   | 6-8          |
| 7-0           | P.Vercelli-Novara | 6-0          |
| 5-2           | Casale-Piemonte   | 1-3          |

#### Liguria-Lombardia

##### Végeredmény
| #  | Csapar          | M  | Gy | D | V | RG | KG | GK  | P  | Megjegyzés   |
| -- | --------------- | -- | -- | - | - | -- | -- | --- | -- | ------------ |
| 1. | Milan           | 10 | 9  | 0 | 1 | 30 | 8  | +22 | 18 | Továbbjutott |
| 2. | Genoa           | 10 | 8  | 0 | 2 | 33 | 12 | +21 | 16 | Továbbjutott |
| 3. | Internazionale  | 10 | 6  | 0 | 4 | 24 | 14 | +10 | 12 |              |
| 4. | Andrea Doria    | 10 | 4  | 1 | 5 | 20 | 30 | -10 | 9  |              |
| 5. | US Milanese     | 10 | 1  | 2 | 7 | 11 | 24 | -13 | 4  |              |
| 6. | Racing Libertas | 10 | 0  | 1 | 9 | 8  | 34 | -26 | 1  |              |

##### Kereszttáblázat
| 1. forduló   |                    |               |
| 1912. nov. 3 |                    | 1913. jan. 23 |
| 2-3          | Inter-Genoa        | 1-0           |
| 6-0          | Milan-Milanese     | 2-0           |
| 3-2          | A.Doria-R.Libertas | 5-1           |

| 4. forduló    |                  |               |
| 1912. nov. 24 |                  | 1913. feb. 16 |
| 4-0           | Genoa-Milanese   | 5-2           |
| 1-6           | R.Libertas-Inter | 0-5           |
| 7-0           | Milan-A.Doria    | 3-2           |

| 2. forduló    |                  |              |
| 1912. nov. 10 |                  | 1913. feb. 2 |
| 6-0           | Genoa-A.Doria    | 5-1          |
| 0-2           | Milanese-Inter   | 0-2          |
| 1-2           | R.Libertas-Milan | 0-2          |

| 5. forduló    |                     |               |
| 1913. jan. 19 |                     | 1913. feb. 23 |
| 4-0           | Milan-Genoa         | 1-4           |
| 6-0           | A.Doria-Inter       | 1-5           |
| 2-2           | R.Libertas-Milanese | 0-3           |

| 3. forduló    |                  |              |
| 1912. nov. 17 |                  | 1913. feb. 9 |
| 0-1           | R.Libertas-Genoa | 1-5          |
| 1-2           | Inter-Milan      | 0-1          |
| 1-1           | A.Doria-Milanese | 1-0          |

#### Veneto-Emilia-Romagna

##### Végeredmény
| #  | Csapat            | M  | Gy | D | V | RG | KG | GK  | P  | Megjegyzés   |
| -- | ----------------- | -- | -- | - | - | -- | -- | --- | -- | ------------ |
| 1. | Vicenza           | 10 | 7  | 2 | 1 | 32 | 10 | +22 | 16 | Továbbjutott |
| 1. | Hellas Verona     | 10 | 8  | 0 | 2 | 28 | 10 | +18 | 16 | Továbbjutott |
| 3. | Venezia           | 10 | 6  | 2 | 2 | 28 | 6  | +22 | 14 |              |
| 4. | Volontari Venezia | 10 | 3  | 2 | 5 | 19 | 29 | -10 | 8  |              |
| 5. | Bologna           | 10 | 2  | 0 | 8 | 14 | 30 | -16 | 4  |              |
| 6. | Modena            | 10 | 1  | 0 | 9 | 6  | 42 | -36 | 2  |              |

##### Eredmények
| 1. forduló   |                      |               |
| 1912. nov. 3 |                      | 1913. jan. 26 |
| 4-1          | Volontari VE-Bologna | 0-9           |
| 4-1          | Verona-Vicenza       | 0-1           |
| 0-2          | Modena-Venezia       | 2-8           |

| 4. forduló    |                     |               |
| 1912. nov. 24 |                     | 1913. feb. 16 |
| 1-2           | Bologna-Hellas      | 0-3           |
| 0-1           | Venezia-Vicenza     | 0-0           |
| 0-5           | Modena-Volontari VE | 1-3           |

| 2. forduló    |                      |              |
| 1912. nov. 10 |                      | 1913. feb. 2 |
| 6-2           | Vicenza-Volontari VE | 1-1          |
| 1-0           | Bologna-Modena       | 0-1          |
| 3-0           | Venezia-Verona       | 0-2          |

| 5. forduló    |                     |               |
| 1913. jan. 19 |                     | 1913. feb. 23 |
| 0-1           | Bologna-Venezia     | 0-8           |
| 7-1           | Vicenza-Modena      | 4-0           |
| 3-2           | Verona-Volontari VE | 2-1           |

| 3. forduló    |                      |              |
| 1912. nov. 17 |                      | 1913. feb. 9 |
| 7-0           | Vicenza-Bologna      | 4-2          |
| 8-0           | Verona-Modena        | 4-1          |
| 1-1           | Volontari VE-Venezia | 0-5          |

### Végső kör
| #  | Csapat        | M | Gy | D | V | RG | KG | GK  | P  | Megjegyzés |
| -- | ------------- | - | -- | - | - | -- | -- | --- | -- | ---------- |
| 1. | Pro Vercelli  | 8 | 7  | 1 | 0 | 21 | 1  | +20 | 18 | Qualified  |
| 2. | Milan         | 8 | 4  | 2 | 2 | 16 | 6  | +10 | 12 |            |
| 3. | Casale        | 8 | 4  | 2 | 2 | 22 | 12 | +10 | 11 |            |
| 3. | Genoa         | 8 | 4  | 1 | 3 | 17 | 8  | +9  | 11 |            |
| 5. | Vicenza       | 8 | 0  | 2 | 6 | 6  | 21 | -15 | 4  |            |
| 6. | Hellas Verona | 8 | 0  | 0 | 8 | 3  | 37 | -34 | 2  |            |

## Dél-Olaszország

### Selejtezők

#### Lazio
| #  | Csapat         | M  | Gy | D | V  | RG | KG | GK  | P  | Megjegyzés   |
| -- | -------------- | -- | -- | - | -- | -- | -- | --- | -- | ------------ |
| 1. | Lazio          | 10 | 8  | 2 | 0  | 55 | 9  | +46 | 18 | Továbbjutott |
| 2. | Juventus Audax | 10 | 6  | 2 | 2  | 25 | 21 | +4  | 14 |              |
| 3. | Audace-Esperia | 10 | 6  | 1 | 3  | 27 | 22 | +5  | 13 |              |
| 4. | Roman          | 10 | 5  | 1 | 4  | 26 | 15 | +11 | 11 |              |
| 5. | Pro Roma       | 10 | 2  | 0 | 8  | 9  | 55 | -46 | 4  |              |
| 6. | Alba Roma      | 10 | 0  | 0 | 10 | 0  | 20 | -20 | 0  |              |

#### Toszkána
| #  | Csapat             | M | Gy | D | V | RG | KG | GK | P | Megjegyzés   |
| -- | ------------------ | - | -- | - | - | -- | -- | -- | - | ------------ |
| 1. | Virtus Juventusque | 6 | 4  | 1 | 1 | 11 | 8  | +3 | 9 | Továbbjutott |
| 2. | SPES Livorno       | 6 | 2  | 3 | 1 | 15 | 9  | +6 | 7 |              |
| 3. | CS Firenze         | 6 | 2  | 0 | 4 | 7  | 16 | -9 | 4 |              |
| 3. | Pisa               | 6 | 1  | 2 | 3 | 6  | 6  | 0  | 4 |              |

#### Campania
| 1. csapat             | Össz. | 2. csapat | 1. mérk. | 2. mérk. |
| --------------------- | ----- | --------- | -------- | -------- |
| Internazionale Napoli | 3-5   | Naples    | 1-2      | 2-3      |

### Végső kör

#### Első forduló
| 1. csapat          | Össz. | 2. csapat | 1. mérk. | 2. mérk. |
| ------------------ | ----- | --------- | -------- | -------- |
| Virtus Juventusque | 1-6   | Lazio     | 1-3      | 0-3      |

#### Második forduló
| 1. csapat | Össz. | 2. csapat | 1. mérk. | 2. mérk. |
| --------- | ----- | --------- | -------- | -------- |
| Naples    | 2-3   | Lazio     | 1-2      | 1-1      |

## Döntő
| 1. csapat    | Eredmény | 2. csapat |
| ------------ | -------- | --------- |
| Pro Vercelli | 6-0      | Lazio     |

## Bajnokcsapat
- Giovanni Innocenti
- Angelo Binaschi
- Modesto Valle
- Guido Ara
- Giuseppe Milano I
- Pietro Leone
- Felice Milano II
- Felice Berardo II
- Ferraro I
- Carlo Rampini I
- Carlo Corna

## Fordítás
- Ez a szócikk részben vagy egészben  az   Italian Football Championship 1912–13 című angol Wikipédia-szócikk fordításán alapul.  Az eredeti cikk szerkesztőit annak laptörténete sorolja fel. Ez a jelzés csupán a megfogalmazás eredetét és a szerzői jogokat jelzi, nem szolgál a cikkben szereplő információk forrásmegjelöléseként.
- Ez a szócikk részben vagy egészben  a   Prima Categoria 1912-1913 című olasz Wikipédia-szócikk fordításán alapul.  Az eredeti cikk szerkesztőit annak laptörténete sorolja fel. Ez a jelzés csupán a megfogalmazás eredetét és a szerzői jogokat jelzi, nem szolgál a cikkben szereplő információk forrásmegjelöléseként.